# Christie Conochalla
Christie Conochalla est un réalisatrice, scénariste, productrice et monteuse américaine spécialisée dans les courts métrages lesbiens.

## Filmographie
| année | film                      | réalisatrice | scénariste | monteuse | productrice | notes                  |
| ----- | ------------------------- | ------------ | ---------- | -------- | ----------- | ---------------------- |
| 2011  | This Is What We Call Love | Oui          | Oui        | Oui      | Oui         | court métrage          |
| 2012  | Searching for Jenny Lewis | Oui          | Oui        | Oui      |             | court métrage          |
| 2014  | Once Upon a Zipper        | Oui          | Oui        |          |             | court métrage          |
| 2015  | Murder Boner              | Oui          |            |          |             | court métrage          |
| 2016  | LDE (La Douleur Exquise)  | Oui          | Oui        |          |             | court métrage télévisé |
| 2017  | August in the City        | Oui          |            | Oui      |             | court métrage          |